# Ricardo Varela
Ricardo Jacinto Varela Sánchez, né le 26 septembre 1955, est un homme politique espagnol membre du Parti socialiste ouvrier espagnol (PSOE).

## Biographie

### Vie privée
Il est marié et père d'une fille et deux fils.

### Activités politiques
Il est député au Parlement de Galice de 2001 à 2012.
Le 20 novembre 2011, il est élu sénateur pour Lugo au Sénat et réélu en 2015 et 2016.